# لوتیک
لوتیک (انگلیسی: Lotec) شرکت خودروسازی آلمانی است، که در سال ۱۹۶۲ تأسیس شد.